# Franciszek
Franciszek – imię męskie wywodzące się z włoskiego określenia francesco oznaczającego "Francuza, Francuzika", jakim kupiec Piotr Bernardone (ojciec św. Franciszka z Asyżu) nazwał swego syna Jana, gdy ten wrócił z Francji. W Asyżu zaczęto powszechnie nazywać chłopca tym określeniem i pod takim imieniem znany jest powszechnie.
Żeńska forma: Franciszka
Franciszek imieniny obchodzi 35 razy w roku: 15 stycznia, 24 stycznia, 2 lutego, 17 lutego, 8 marca, 2 kwietnia, 9 kwietnia, 6 maja, 11 maja, 24 maja, 3 czerwca, 4 czerwca, 17 czerwca, 20 czerwca, 14 lipca, 25 lipca, 4 sierpnia, 21 sierpnia, 2 września, 9 września, 10 września, 12 września, 16 września, 17 września, 20 września, 25 września, 29 września, 30 września, 4 października, 10 października, 29 października, 24 listopada, 27 listopada, 29 listopada i 3 grudnia.

## Odpowiedniki w innych językach
- angielski: Francis, Frank
- chorwacki: Franjo
- czeski: František
- esperanto: Francisko[2]
- francuski: François
- hiszpański: Francisco
- maltański: Franġisk, Frans
- niemiecki: Franz
- rosyjski: Франц
- słowacki: František
- ukraiński: Франц, Франциск
- węgierski: Ferenc
- wilamowski: Frana, Fraona
- włoski: Francesco, Franco

## Władcy noszący imię Franciszek
- Franciszek – papież
- Franciszek II (cesarz rzymski, cesarz austriacki)
- Franciszek II (król Francji)
- Franciszek I (król Francji)
- Franciszek I Lotaryński
- Franciszek Józef I
- Franciszek Józef II

## Święci i błogosławieni noszący imię Franciszek
- św. Franciszek z Asyżu
- św. Franciszek Borgiasz
- św. Franciszek Ch’oe Kyŏng-hwan
- św. Franciszek Clet
- św. Franciszek de Capillas
- św. Franciszek de Montmorency Laval
- św. Franciszek Diaz
- św. Franciszek Fogolla
- św. Franciszek Ksawery
- św. Franciszek Solano
- św. Franciszek Salezy
- św. Franciszek Serrano
- św. Franciszek Zhang Rong
- św. Franciszek z Fatimy
- bł. Franciszek Dachtera
- bł. Franciszek Drzewiecki
- bł. Franciszek Faà di Bruno
- bł. Franciszek Jägerstätter
- bł. Franciszek Kęsy
- bł. Franciszek Ksawery Seelos
- bł. Franciszek de Posadas
- bł. Franciszek Rogaczewski
- bł. Franciszek Rosłaniec
- bł. Franciszek Stryjas

## Znane osoby noszące imię Franciszek
- Franciszek Ksawery Abancourt
- Francisco de Almeida
- Franciszek Alter
- Francisco Álvarez Martínez
- Franciszek Armiński
- Franco Baresi
- L. Frank Baum
- Francis Beaumont
- Franz Beckenbauer
- Franciszek Bielak
- Franciszek Bieliński
- Franciszek Blachnicki
- Francisco de Bobadilla
- Franciszek Izydor Bocheński
- Franciszek Bohomolec
- Frank Borman
- Franciszek Bujak
- Franciszek Chocieszyński
- Franciszek Dąbrowski
- Ferenc Deák
- Francisco de Sá de Miranda
- Franciszek Dindorf-Ankowicz
- Franciszek Dobrowolski
- Francis Drake
- Franciszek Ksawery Drucki Lubecki
- Franciszek Duszeńko
- Cesc Fàbregas
- Franciszek Fejdych
- Franciszek Ferdynand
- Franciszek Fiszer
- Franciszek Fornalski
- Francisco Franco
- Franciszek Frąckowiak
- Francesco Gabbani
- Franciszek Gągor
- Franciszek Gesing
- Francisco Goya
- František Halas
- Franciszek Herman
- Franciszek Salezy Jezierski
- Francisco Jiménez de Cisneros
- Franciszek Jossé
- Franciszek Jóźwiak
- Franciszek Kamieński
- Franz Kafka
- Franciszek Kamiński
- Franciszek Karliński
- Franciszek Karpiński
- Franciszek Kleeberg
- Franciszek Kuhschmalz
- Frank Lampard
- Franciszek Latinik
- Franz Lehár
- Franciszek Leja
- Franciszek Lessel
- Ferenc Liszt
- Franciszek Longchamps de Bérier
- Franciszek Łuszczki
- Franz Xavier Luschin
- Franciszek Kanty Łuczyński
- Franciszek Kokot
- Franciszek Macharski
- Franciszek Marchlewski
- Franciszek Marczykiewicz
- Franciszek Mazur
- Francesco Monterisi
- Franciszek Ignacy Narocki
- Franciszek Niepokólczycki
- Franciszek Niewiadomski
- Franciszek Niewidziajło
- Franciszek Nowicki
- Franciszek Paschalski
- Francesco Petrarca
- Franciszek de Paula Pisztek
- Jean-François de La Pérouse
- Francesco Maria Piave
- Franciszek Pieczka
- Franciszek Jan Pogonowski
- Franciszek Salezy Potocki
- Franciszek Ratajczak
- Frank Rijkaard
- Franciszek Rudowłosy
- Fränk Schleck
- Franz Schubert
- Franciszek II Sforza
- Franciszek Sikorski
- Frank Sinatra
- Franciszek Smolka
- Franciszek Smreczyński
- Franciszek Smuda
- Franciszek Smuglewicz
- Franciszek Sobieszczański
- Franciszek Sonik
- Franciszek Starowieyski
- Franciszek Stefaniuk
- Franciszek Stefczyk
- Franciszek Suknarowski
- Franciszek Sulik
- Franz Xaver Süssmayr
- Franciszek Szlachcic
- Franciszek Szymura
- Franciszek Szymczyk
- Franciszek Szystowski
- Franciszek Śliwa
- Francis Thompson
- Franciszek Walicki
- Franciszek Wejher
- Franciszek Wład
- Franciszek Wybrańczyk
- Franciszek Zabłocki
- Franciszek Ziejka
- Franciszek Żmurko
- Franciszek Żwirko
- Ferenc Berényi
- Ferenc Gyurcsány
- Ferenc Molnár
- Ferenc Paragi
- Ferenc Puskás